# Ros Sopheap
Ros Sopheap (en khmer : រស់ សុភាព), née en 1962 au Cambodge, est une féministe et militante cambodgienne pour les droits des femmes.
Elle est la fondatrice et la directrice exécutive de Gender and Development Cambodge (GADC), une organisation non gouvernementale impliquée dans la prévention de la violence domestique à l'égard des femmes et pour la promotion des femmes à des postes de direction.
Au cours de ses 20 années à la direction du GADC, elle défend les intérêts des femmes au Cambodge et elle joue un rôle central dans le mouvement cambodgien pour les droits des femmes. Ses actions visent à lutter contre les violences contre les femmes par la prévention, par l'éducation pour l'égalité des sexes, pour l'indépendance financière et l'autonomisation des femmes.
Ros Sopheap est également la présidente du Comité pour la promotion des femmes en politique.

## Biographie

### Jeunesse et formation
Ros Sopheap naît en 1962 au Cambodge. Au cours de sa scolarité, elle apprend le Chbab Srey, un code de conduite pour les femmes écrit sous forme de poème. Elle poursuit ses études supérieures à l'Institut des langues étrangères de l'université royale de Phnom Penh, où elle obtient une licence en éducation,.

### Début de carrière
Ros Sopheap commence sa carrière en tant qu'interprète et coordinatrice de projets. Elle travaille comme interprète pour un observateur électoral lors des élections générales cambodgiennes de 1993, quand elle subit personnellement un cas de harcèlement : elle est harcelée par un soldat de l'Autorité provisoire des Nations unies au Cambodge qui la suit dans le bureau de vote et se rend ensuite à son domicile à Phnom Penh.
Au milieu des années 1990, Ros Sopheap est fonctionnaire au ministère de l’Information. Elle travaille par la suite avec des associations locales et internationales en tant que coordinatrice de projets, chercheuse et interprète.

### Genre et développement Cambodge
Ros Sopheap travaille à partir de 1995 comme directrice de recherche pour un projet sur la violence domestique, le premier projet sur ce sujet au Cambodge.
Elle s’intéresse particulièrement aux racines de la violence contre les femmes. Ros Sopheap passe pour cela six mois auprès des villageois dans six provinces cambodgiennes différentes, pour enquêter sur la violence domestique et écouter les récits des femmes de ces régions. À partir de 1997, elle passe trois ans en tant que coordinatrice de formation sur le genre en créant Gender and Development Cambodge (GADC), alors programme semi-autonome du Comité de coopération pour le Cambodge. Ros Sopheap donne au GADC le statut d'une organisation non gouvernementale (ONG) locale à Phnom Penh au début de l'année 2000.
Le GADC s'efforce de prévenir la violence domestique à l'égard des femmes et promeut les femmes dans des rôles de leadership, en particulier les jeunes femmes. En plus de ses campagnes de sensibilisation à l'égalité des sexes et aux droits des femmes, cette organisation propose une assistance juridique et une éducation.
Au cours de son mandat à la tête du GADC comme directrice exécutive, Ros Sopheap joue un rôle central dans le mouvement cambodgien en faveur des droits des femmes.
Sous sa direction, le GADC organise en 2014 un événement récurrent contre la violence domestique dans le cadre de la campagne mondiale One Billion Rising. L'événement est interrompu et ses participants sont dispersés par la police et par des agents privés de sécurité. Ros Sopheap proteste et déclare en réponse que « la réponse du gouvernement ce matin n'illustre pas l'engagement que les gouvernements déclarent dans la Convention sur l'élimination de toutes les formes de discrimination à l'égard des femmes, la Déclaration universelle des droits de l'homme et la constitution cambodgienne ».
Lors d'une campagne menée par ONU Femmes en 2018 pour sensibiliser à la violence contre les femmes et les enfants, le GADC participe à l'événement dans les provinces de Battambang, de Kampong Chhnang, de Prey Veng et de Pursat. Le GADC crée également des groupes régionaux de soutien aux femmes, appelés Gender Cafés, dans diverses provinces.
Par l'intermédiaire du GADC, Ros Sopheap travaille au lancement d'un projet visant à améliorer l'indépendance économique et l'autonomisation des femmes à travers de petits projets d'autonomisation économique à Kampong Chhnang, à Prey Veng et à Pursat, en utilisant le système d'Oxfam International pour l'apprentissage par l'action sur le genre.
Ros Sopheap se retire en 2021 de son poste de directrice exécutive du GADC.

### Comité pour la promotion des femmes en politique et dans les ONG
Ros Sopheap est par ailleurs la présidente du Comité pour la promotion des femmes en politique. Elle travaille pour cela avec les organisations non gouvernementales Khemara et Care International.

### Autres actions pour les droits des femmes
Ros Sopheap est une ardente défenseuse des droits des femmes et elle est fréquemment citée par les journalistes qui écrivent sur les questions féminines au Cambodge. Elle appelle à un financement gouvernemental accru des services destinés aux victimes de violences basées sur le genre et à une protection juridique pour les survivants de violences domestiques.
Elle plaide pour l'interdiction de l'industrie commerciale de la gestation pour autrui au Cambodge et se prononce contre l'emprisonnement des mères porteuses. Elle défend le droit à allaiter pour les femmes qui travaillent. Elle établit le lien entre le nombre d'interventions en hyménoplastie au Cambodge et les attentes culturelles selon lesquelles les femmes devraient être vierges.
Ros Sopheap appelle à agir pour lutter contre les disparités entre les sexes en encourageant les actions éducatives et en empêchant les auteurs d'attaques à l'acide d'acquérir des substances dangereuses. Elle lutte aussi contre un projet de loi visant à réglementer les ONG en 2015.